# Blepharoneura parva
Blepharoneura parva är en tvåvingeart som beskrevs av Friedrich Georg Hendel 1914. Blepharoneura parva ingår i släktet Blepharoneura och familjen borrflugor.
Artens utbredningsområde är Peru. Inga underarter finns listade.